# Anaxyrus hemiophrys
Anaxyrus hemiophrys és una espècie d'amfibi que viu al Canadà i als Estats Units.